# Nico la licorne
Pour plus de détails, voir Fiche technique et Distribution.
Nico la licorne (Nico the Unicorn) est un téléfilm canadio-américain, diffusé en 1998, adapté du roman du même nom.

## Synopsis
Billy Hastings (Kevin Zegers) est un jeune garçon timide qui emménage avec sa mère (Anne Archer) dans le Vermont à la suite d'un accident de voiture qui a tué son père et qui a fait de Billy un handicapé d'une jambe. Carolyn (Elisha Cuthbert), devient son amie, à l'école. Il achète un poney mourant dans un cirque miteux, qui après quelques soins retrouve la santé et donne naissance à un poulain, qui devient une licorne en deux jours ; il l'appelle Nico. Le secret est bientôt dévoilé et l'animal magique attire la convoitise de toute la ville, dont les bourreaux du garçon, qui cherche à l'attacher à un arbre et lui prendre sa créature. Billy se voit obligé de s'enfuir dans la montagne pour libérer Nico. Mais il est rapidement traqué par la police, un chasseur et la presse.

## Fiche technique
- Titre original : Nico the Unicorn
- Titre français : Nico la licorne
- Réalisation : Graeme Campbell
- Scénario : Frank Sacks
- Direction artistique : Michael Devine
- Costumes : Andrée Morin
- Photographie : Walter Bal
- Montage : Jean Beaudoin
- Musique : Alex De Rafols et Alan Reeves
- Production : Julie Allan, Hélène Boulay, John Buchanan, Pieter Kroonenburg, Frank Sacks, Steve Tisch
- Société de production : Kingsborough Greenlight Pictures
- Pays d'origine : Canada
- Format : Couleurs - Mono
- Genre : Fantasy
- Durée : 90 minutes
- Date de première diffusion : 1998

## Distribution
- Kevin Zegers : Billy Hastings
- Elisha Cuthbert : Carolyn Price
- Anne Archer : Julie Hastings
- Augusto le poney : Nico la licorne
- Maggie Castle : Susie
- Pierre Chagnon : Ben Willett
- Larry Day : Deputy Pete
- Charles S. Doucet : Pony Buyer
- Mickey Fry : Pitcher
- Bill Haughland : National Newscaster
- Don McGowan : Local Newscaster
- Johnny Morina : Bruce
- Neige le poney : Le poney
- Martin Neufeld : Dobbs
- Joanna Noyes : le professeur de Billy
- Michael Ontkean : Tom Gentry
- Leni Parker : le bibliothécaire
- Michel Perron : Joe
- Michael Yarmush : Mark